# Măduva spinării
Măduva spinării (medulla spinalis) face parte din sistemul nervos central, fiind protejată de canalul vertebral, legat de gât, trunchi și extremitățile corpului prin intermediul nervilor spinali, fiind învelit la fel ca și creierul într-o membrană conjunctivă denumită meninge.

## Amplasarea
Măduva spinării, la cei nenăscuți ajunge până în sacrum, la sugari ajunge până în regiunea lombară, iar la adulți măduva spinării se întinde de la cap numai până la a doua vertebră lombară. Acest fenomen se explică prin următorul fapt:  coloana vertebrală se dezvoltă (crește) mai repede decât măduva spinării (ascensiunea măduvei = Ascensus medullae spinalis). Prin acest fenomen de ascensiune a măduvei, nervii spinali se prelungesc pentru a ajunge mai departe la orificiul de ieșire intravertebral, formându-se așa-numita „coadă de cal” (Cauda equina); acest fenomen este important în medicină, între vertebra 3/4 lombară se poate preleva cu o seringă o probă din lichidul rahidian sau injecta anumite medicamente, fără a leza cu acul măduva spinării. Nu la toate vertebratele se întâlnește acest fenomen de ascensiune a măduvei spinării.
Altfel spus, măduva spinării este localizată în canalul vertebral și ține de la vertebra cervicală C1 până la vertebra lombară L2. De acolo, are o formațiune terminală numită fillum terminale. Fillum terminale împreună cu rădăcinile nervilor spinali sacrali și lombari formează „coada de cal”.

## Funcțiile măduvei spinării
Măduva spinării are doua funcții principale. În primul rând, ea acționează ca un sistem de conducere in ambele sensuri între creier și sistemul nervos periferic. Această funcție este îndeplinită prin intermediul neuronilor senzitivi și motori;fibrele acestora din urmă formează fascicule lungi, care pleacă din diferite parți ale creierului. Ele coboară pe distanțe variate prin măduva spinării și la capătul lor la mare distanță de creier, vin în contact cu dendritele sau cu corpii celulari ai neuronilor senzitivi sau motorii aparținând sistemului nervos periferic. Mesajele pot fi transmise prin intermediul sinapselor, între neuronii periferici și cei spinali.
A doua funcție a măduvei spinării este de a controla activitățile reflexe simple. Aceasta se obține prin neuroni, ale căror prelungiri se extind pe distanțe mici în sus și în jos prin măduva spinării și prin interneuroni care transmit mesajele direct între neuronii senzitivi și cei motori. Dacă puneți mâna pe o sobă fierbinte, receptorii pentru durere din piele transmit mesaje la măduva spinării. Unele dintre acestea sunt transmise imediat prin interneuroni la neuronii motorii ce controlează mișcările mușchilor brațului și a mâinii iar mâna este retrasă rapid și automat. Mesajele urcă prin măduva spinării și sunt conectate prin interneuroni cu nervii motori care controlează mișcările gâtului.

## Învelișuri
Menigele măduvei spinării (Meninges medullae spinalis) are în principiu același rol ca meningele cerebral, și aici se poate distinge stratul exterior dura mater, stratul mijlociu arahnoida și stratul alipit de măduvă pia mater.

Secțiune transversală prin măduva spinării

Transmisia impulsurilor nervoase și senzitive prin substanța albă

 In comparație cu meningele cerebral sunt anumite diferențe ca: dura mater nu este strâns lipit de țesutul osos al vertebrelor ci între ele se află un spațiu (important pentru injecții epidurale) epidural sau peridural căptușit cu un strat conjunctiv și adipos.
Altă diferență este existența ligamentelor din pia și dura mater Ligamentum denticulatum aceste spații fiind umplute cu lichid cerebrospinal (Liquor cerebrospinalis).

## Forma măduvei spinării
Măduva spinării are forma unui cilindru turtit ușor antero-posterior. Din Intumescentia cervicalis și Intumescentia lumbosacralis pornesc nervii spinali ce inervează membrele inferioare și superioare.
În partea inferioară (caudală) măduva se termină cu o porțiune ascuțită Conus medullaris. Ventral, măduva prezintă un șanț, Fissura mediana anterioara (la om) și Fissura mediana ventralis (la animale), iar pe partea opusă Sulcus medianus posterior. Aceste adâncituri (șanțuri) împart măduva în cordoane: Funiculus anterior, Funiculus posterior și între ele Funiculus lateralis. Rădăcinile (originea) nervilor spinali sunt între cordonul lateral și cel dorsal sau ventral.

## Segmentația măduvei spinării
De-a lungul axului longitudinal măduva spinării nu este segmentată într-un mod real, segmentele medulare sunt segmente metamerice. Se consideră neuromerele, sau (la nivelul măduvei spinării) segmentele medulare, regiunea specifică de origine a nervilor spinali.
- 8 neuromere cervicale
- 12 neuromere toracice
- 5 neuromere lombare
- 5 neuromere sacrate
- 1 neuromer coccigian

Neuromerele sunt denumite în funcție de nervii spinali și spațile intervertrebrale prin care aceștia părăsesc canalul vertebral. Măduva spinării va prezenta o aparentă ascensiune, coloana vertebrală dezvoltându-se mult mai rapid decat aceasta. Din această cauză neuromerele nu corespund vertebrelor toracice omonime. Pentru a determina localizarea neuromerelor în funcție de vertebrele toracice se folosește formula lui Chipault:
- Cervical: n+1
- Toracic superior: n+2 (T1-T5)
- Toracic inferior: n+3 (T6-T10)
- Vertebrele T11-T12: neuromerele L3-L5
- Vertebrele T12-L2: neuromerele S1-S5

(n este numărul vertrebrei)
Regiunile tegumentare se pot împărți în dermatoame în funcție de nervii care le inervează. Un dermatom va corespunde unui neuromer. Anumite infecții pot afecta nervii spinali și se pot manifesta la nivelul dermatomurilor specifice lor, de exemplu infecția cu virusul varicelo-zosterian care va da zona zoster.

## Structura măduvei
Măduva spinării este formată din substanță cenușie unde predomină corpii (pericarionii) celulelelor nervoase și substanță albă unde predomină prelungirile nervoase (axonii) celulelor nervoase.
Într-o secțiune transversală măduva apare ca un fluture, cu doua coarne anterioare și două coarne posterioare, unite prin comisura cenușie, străbătută de canalul ependimar. Între coarnele anterioare și posterioare se afla coarnele laterale, mai pronunțate în regiunea toracică și lombară. În secțiune longitudinală, substanța cenușie medulară apare sub forma de coloane. Înconjurând substanța cenușie, la exterior se afla substanța albă, organizata, de fiecare parte, în trei cordoane: anterior, lateral și posterior.
Aparența albă a substanței albe este dată de prezența prelungirilor neuronale mielinizate, bogate în lipide, care îi conferă culoarea mai albă.

### Substanța Cenușie
În coarnele anterioare ale substaței cenușii se găsesc corpii neuronali ai neuronilor somatomotori. În coarnele laterale se găsesc corpii neuronali ai neuronilor visceromotori. În coarnele posterioare se găsesc corpii neuronali ai neuronilor senzitivi și ai interneuronilor.
Substața cenușie se poate împărții în grupe de nuclei sau lame Rexed.

#### Grupe de Nuclei
Cornul posterior (din posterior spre anterior:)
- Stratul zonal Waldeyer/nucleul postero-marginal (vârful cornului)
- Nucleul gelatinos Rolando (capul cornului)
- Nucleul cornului posterior/nucleul propriu (colul cornului)
- Nucleii bazilari lateral (Bechterew) si medial (Clarke) (baza cornului)

Cornul lateral:
- Nucleii intermediolaterali simpatici
  - nucleul pupodilatator (C8-T3)
  - nucleul cardio-accelerator (T1-T5)
  - nucleul simpatic al viscerelor abdominale (T3-T10)
  - nucleul viscerelor pelvine (T12-L2)
- Nucleii intermediolaterali parasimpatici (S2-S4) la baza coarnelor anterioare

Cornul anterior este împărțit în 5 grupe de nuclei, care în funcție de poziționarea lor medulară vor corespunde cu regiunile musculare inervate:
- grupul lateral - nuclei anterolaterali GAL și posterolaterali GPL (desinați membrelor)
- grupul central - destinat diafragmei
- grupul medial - nucleii anteromediali GAM și nucleii posteromediali GPM (destinați musculaturii trunchiului și a gâtului)

Există mai multe modele de împărțire și denumire a grupelor de nuclei medulari. Această împărțire corespunde literaturii anatomice române.

#### Lame Rexed
Sistemul de lame medulare Rexed este reprezentat de regiuni de substanță cenușie organizată sub formă de lame succesive. Acestea sunt caracterizare de funcția similară a neuronilor localizați în ele, și se pot suprapune cu grupele de nuclei prezentate anterior.
- lama I - corespunde stratului zonal Weldeyer (nucleului poster-marginal)
- lama II - corespunde nucleului gelatinos Rolando
- lamele III-IV - corespund nucleului cornului posterior
- lamele IV-VI - corespund nucleilor bazilari ai cornului posterior
- lama VII - corespunde nucleilor intermediomediali, intermediolaterali simpatici și parasimpaticului sacrat
- lama VIII - localizată medial în cornul anterior, conține neuroni modulatori
- lama IX - conține neuronii somatomotori alfa și gamma
- lama X - corespunde substanței gelatinoase centrale (periependimar)

Lamele I-VI corespund cornului posterior. Lamele VII și X corespun zonei intermediare. Lamele VIII și IX corespund cornului anterior.

## Vascularizarea
Se relizează prin Arteria spinalis anterior, posterior Arteriae spinales posteriores, în regiunea cervicală din Arteria vertebralis Arteriae cervicales, în cea toracică Arteriae intercostales dorsales iar în zona lombară Arteriae lumbales.

## Boli ale măduvei
Prin compresiuni (tumori) (inflamații: mielitis), secționare prin accident, multiplă scleroză, ischemie, procese degenerative.